# 格蘭特縣 (北達科他州)
格兰特县（英語：Grant County）位于美国北达科他州的县。根据2020年人口普查结果显示，该县人口为2,301人。该县的县治为卡森。